# Chelsea Godier
Chelsea Godier (6 februari 2005) is een Belgisch voetbalster die als verdedigende middenvelder speelt. Ze verruilde KV Mechelen voor KRC Genk in juli 2024.